# Calcio ai XVIII Giochi asiatici
I Tornei di calcio ai XVIII Giochi asiatici si sono svolti dal 14 agosto al 1 settembre 2018. Hanno visto la partecipazione di 25 squadre nazionali maschili e 11 femminili.

## Podi
| Evento             | Oro           | Argento  | Bronzo              |
| Maschile dettagli  | Corea del Sud | Giappone | Emirati Arabi Uniti |
| Femminile dettagli | Giappone      | Cina     | Corea del Sud       |

## Medagliere
| #      | Nazione             | Oro | Argento | Bronzo | Totale |
| ------ | ------------------- | --- | ------- | ------ | ------ |
| 1      | Giappone            | 1   | 1       | 0      | 2      |
| 2      | Corea del Sud       | 1   | 0       | 1      | 2      |
| 3      | Cina                | 0   | 1       | 0      | 1      |
| 4      | Emirati Arabi Uniti | 0   | 0       | 1      | 1      |
| Totale | Totale              | 2   | 2       | 2      | 6      |